# Militärsällskapet

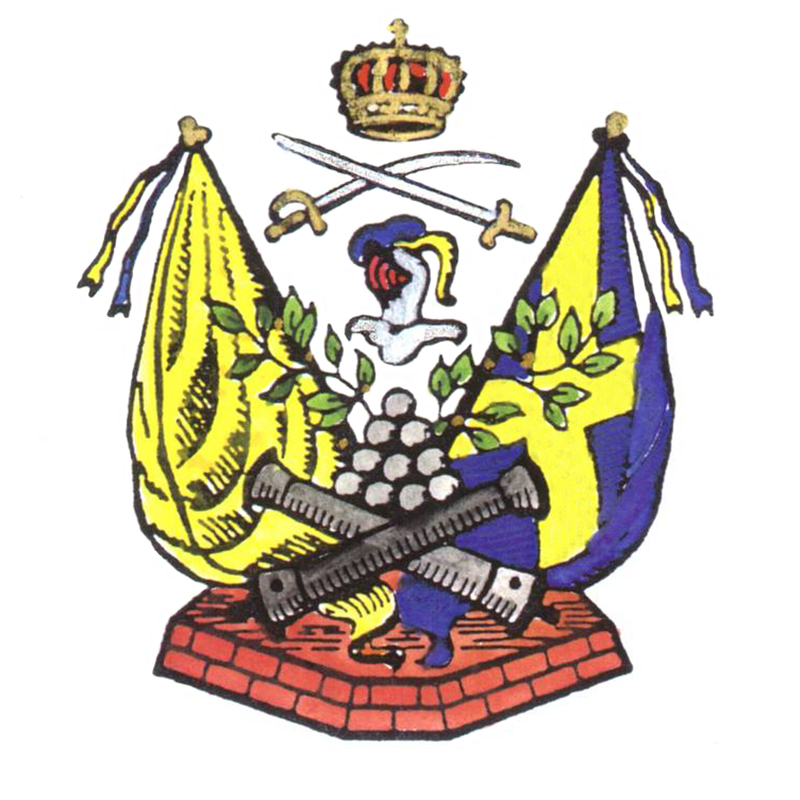
Militärsällskapets emblem.

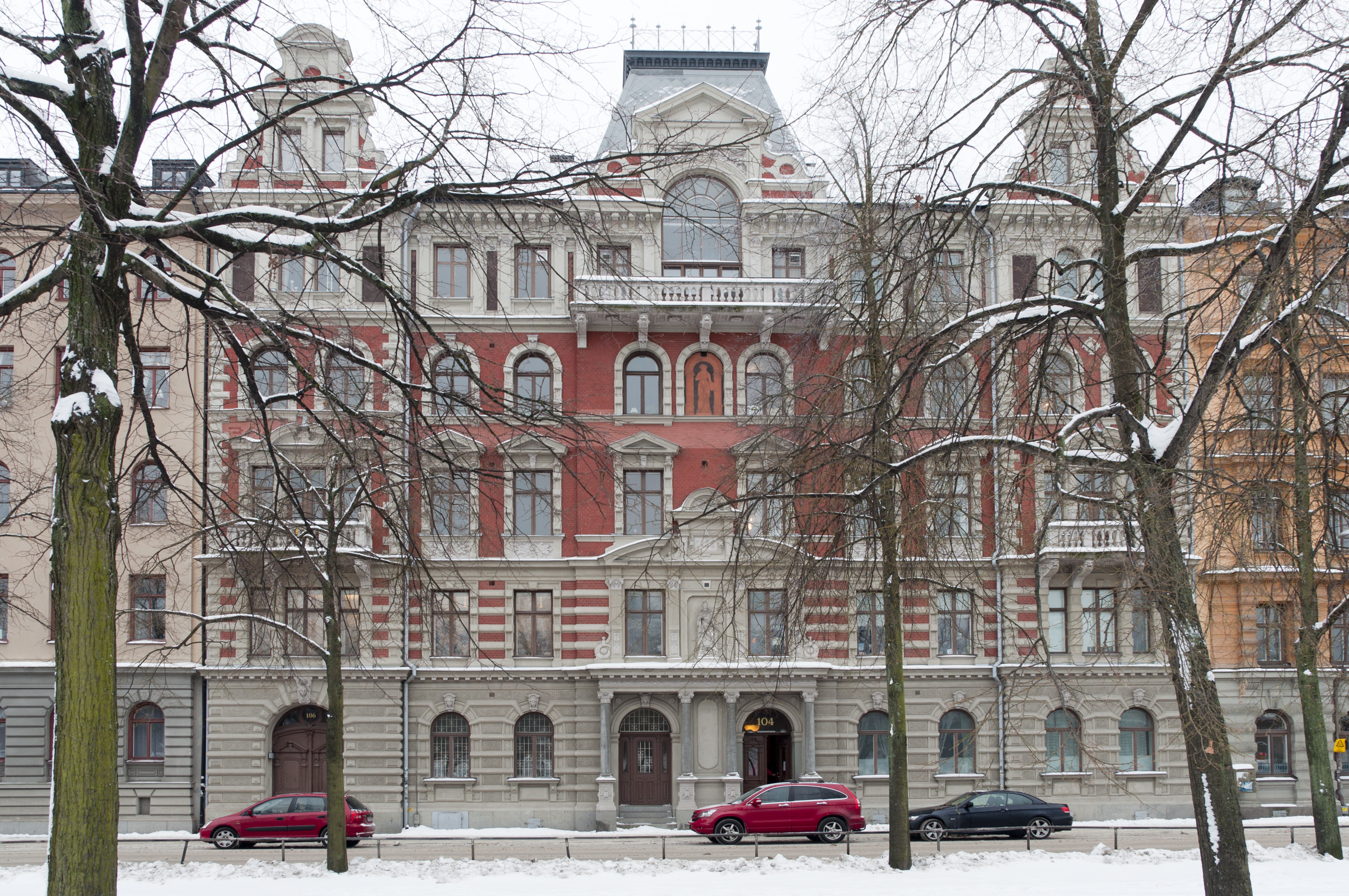
Fastigheten Älgen 13 på Valhallavagen 104–106 där Militärsällskapet har sina lokaler.

Militärsällskapet i Stockholm (i dagligt tal Milikosen eller Milis) är ett sällskap för yrkes- och reservofficerare. Idag bedriver sällskapet sin verksamhet i egna lokaler på Valhallavägen 104. 
Militärsällskapet hade 2024 drygt 800 ledamöter. För att erhålla ledamotskap i Militärsällskapet krävs en referent som själv är ledamot av sällskapet. Militärsällskapet i Stockholm har sedan sitt grundade erhållit kungligt beskydd och sedan 1974 är Carl XVI Gustaf Militärsällskapets höge beskyddare.

## Historia

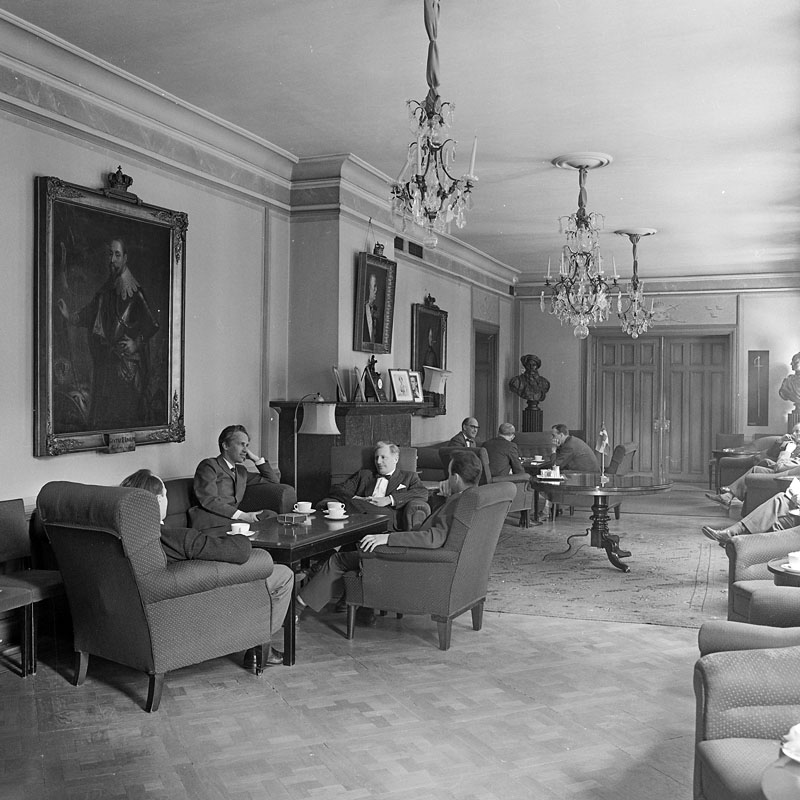
Militärsällskapets medlemmar i de gamla lokalerna på Linnégatan 5.

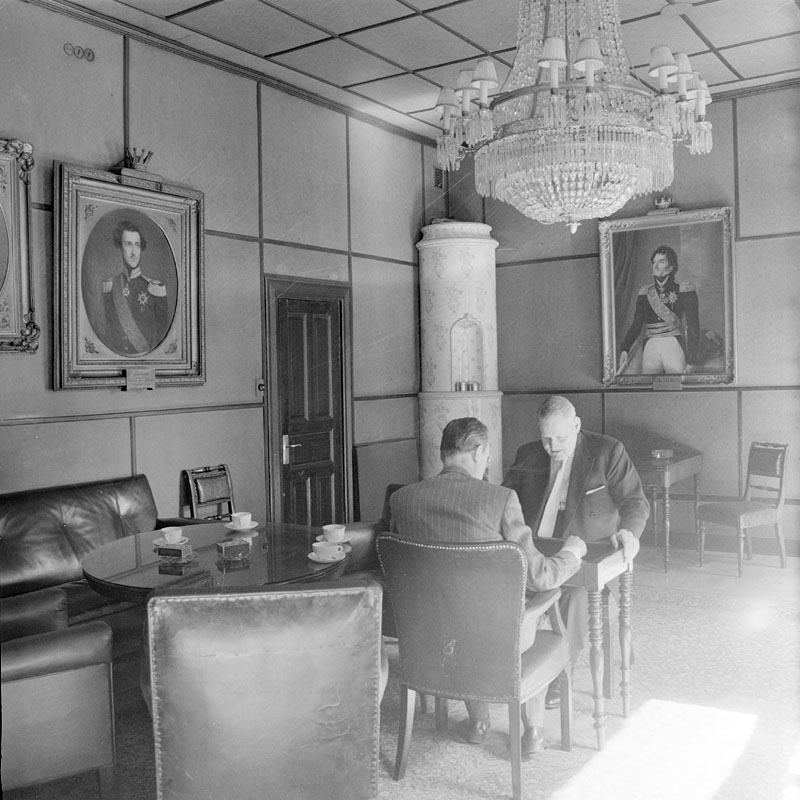
Militärsällskapets medlemmar i de gamla lokalerna på Linnégatan 5..

Redan 1849 hade Sjöofficerssällskapet i Stockholm (SOSS) grundats. I Karlskrona hade ett motsvarande sällskap grundats 1831, Sjöofficerssällskapet i Karlskrona (SOSK) och i Göteborg 1832.
Militärsällskapet stiftades den 2 januari 1852 av de tre löjtnanterna Fredric Horn vid Andra livgardet, Joachim Beck-Friis vid Livgardet till häst, och Edmond Peyron vid Svea livgarde. Syftet var att officerarna vid förbanden som var förlagda inom Stockholms garnison skulle kunna umgås över trupp- och vapenslagen. Under det första året invaldes 244 ordinarie ledamöter och 126 extra ordinarie ledamöter.
Sällskapets emblem antogs i och med sällskapets stiftande. Det består av arméns gula fana och flottans örlogsflagga, två korslagda eldrör med tio kanonkulor samt arméns svärd och flottans huggare, allt under en kunglig krona.

## Militärsällskapets förlags
Militärsällskapets Förlags AB (MFAB) grundades 1918. Militärsällskapet är majoritetsägare. Detta bolag ska inte sammanblandas med Militärlitteraturföreningens Förlag.
Militärsällskapet hade tidigare en omfattande utgivning av skrifter och böcker. Bland dess kan nämnas:
- Carl den tolfte. Tal vid Svenska militärsällskapets i Stockholm minnesfest på den etthundrafemtionde årsdagen af hans död. Stockholm. 1868
- Kleen, Johan Gustaf af; Adolf Malmborg och Gustaf Uggla (1872). Kriget mellan Tyskland och Frankrike 1870 och 1871. Föredrag hållna i militärsällskapet i Stockholm vintern 1872. Stockholm
- Björk, Einar (1952). Militärsällskapet i Stockholm 1852–1952. Minnesskrift
- Dahl, Claes-Göran (2002). Militärsällskapet i Stockholm 1952–2002. Minnesskrift

## Befattningshavare

### Beskyddare
Sällskapets höge beskyddare sedan 1952.
1. 1852–1859 Konung Oscar I
2. 1859–1872 Konung Karl XV
3. 1872–1907 Konung Oscar II (Sällskapets ordförande under åren 1865-1872)
4. 1907–1952 Konung Gustaf V
5. 1952–1973 Konung Gustaf VI Adolf
6. 1973– Konung Carl XVI Gustaf

### Ordförande
Sällskapets ordförande sedan 1851. Slutlig grad har här angivits. Styrelsen valdes den 27 december 1851.
1. 1851–1853 Generallöjtnant Nils Gyldenstolpe
2. 1853–1854 Överste Otto Johan Modig
3. 1854–1856 General Johan Lefrén
4. 1856–1858 Överste Carl Henric Möllerswärd
5. 1858–1864 Generalmajor Samuel Nauckhoff
6. 1865–1872 General Hertigen av Östergötland, HKH Prins Oscar
7. 1872–1885 Generallöjtnant Carl Björnstjerna
8. 1885–1899 Generalmajor Roger Björnstjerna
9. 1899–1902 Överste Per Christian Libert Lovén
10. 1902–1909 General Hemming Gadd
11. 1909–1926 Generalmajor Carl Rosenblad
12. 1926–1932 Överste Adolf Murray
13. 1932–1935 Generalmajor Eric Virgin
14. 1935–1936 Generalmajor Ove Sylvan
15. 1936–1949 Generalmajor Rickman von der Lancken
16. 1949–1958 Generalmajor Einar Björk
17. 1958–1963 Generallöjtnant Ivar Gewert
18. 1963–1969 Överste 1 gr. Sven Thofelt
19. 1969–1976 Överste 1 gr. Sten Ljungqvist
20. 1976–1979 Överste 1 gr. Klas Normelius
21. 1980–1984 Kommendör 1 gr. Carl-Gustaf Hammarskjöld
22. 1985–1997 Överste Leif Törnquist
23. 1997–2002 Kommendörkapten Per Wahlberg
24. 2002–2003 Överstelöjtnant Liling Hermansson
25. 2003–2011 Kommendör Sune Birke
26. 2011–2016 Överste 1 gr. Nils Rosenqvist
27. 2016–2021 Major Daniel Isberg
28. 2021– Överstelöjtnant Lars Röckert

### Sekreterare
Militärsällskapets sekreterare 1854–1946. Efter 1946 är sekreteraren även verkställande direktör. Slutlig grad har här angivits.
1. 1854–1856 Överste Erik Wilhelm af Edholm
2. 1857–1858 Överstelöjtnant Sten Leijonhufvud
3. 1858–1865 Överstelöjtnant Georg Wolfgang von Francken
4. 1865–1868 Generalmajor Claes Fredrik Hugo Raab
5. 1868–1871 Generalmajor Nils Axel Hjalmar Palmstierna
6. 1871–1878 Generallöjtnant Johan Gustaf Björlin
7. 1879–1881 Generallöjtnant Axel Fredrik von Matern
8. 1881–1882 Auditör G. Björklund
9. 1888–1893 Major G. Elson
10. 1993–1895 Major C.A.G. Akrell
11. 1895–1899 Överste Hans Ludvig von Dardel
12. 1899–1905 Överstelöjtnant C.H. Breitholtz
13. 1905–1908 Kapten E. af Kleen
14. 1908–1910 Kapten A.L.K Hamilton
15. 1910–1913 Major Claes Jegerhjelm
16. 1913–1918 Major C.O.E Silfverstolpe
17. 1918–1921 Generalmajor Ove Sylvan
18. 1921–1922 Major C.G.S Lewenhaupt
19. 1922–1923 Överstelöjtnant L.E.F von Krusenstierna
20. 1923–1929 Kapten G. Tornérhielm
21. 1929–1930 Major N.A. Wattrang
22. 1930–1932 Kapten F.O. Haak
23. 1932–1936 Ryttmästare S.U.E Borg
24. 1936–1946 Major K.F.R Rude

### Verkställande direktörer
Verkställande direktörer mellan 1865 och 1946, verkställande direktörer/sekreterare från 1946. Slutlig grad har här angivits.
1. 1865–1881	Överstelöjtnant G.W von  Francken
2. 1881–1895	Tre direktörer i förening:
  1. 1881–1895 Generalmajor Gustaf Alarik Carlsson Bergman (2a.)
  2. 1881–1895 Major F.A.S af Petersens (2b.)
  3. 1881–1882 Major F.A. Riddarstolpe (2c.)
  4. 1882–1884 Överste Oscar Wästfelt (2d.)
  5. 1884–1895 Kapten H.L Wawrinsky (2e.)
3. 1895–1896 Kapten H.L Wawrinsky (2f.)
4. 1896–1899 Överste Carl Greger Leijonhufvud
5. 1899–1916 Kapten E.J. Frestadius
6. 1916–1921 Major Carl Jegerhjelm
7. 1921–1925 Kapten Claes Lagerberg
8. 1925–1936 Ryttmästare Erik Alb:son Uggla
9. 1936–1945 Major Otto Walin
10. 1945–1946 Överstelöjtnant Torsten Segerstråle
11. 1946–1946 Överste Torgny Lychnell
12. 1947–1949 Kapten C.H Collvin
13. 1949–1954 Överstelöjtnant Stig Karlströmer
14. 1954–1955 Major P L Fries
15. 1955–1962 Major Karl Erik Sjöberg
16. 1962–1964 Kommendörkapten P Högström
17. 1964–1967 Kapten Lars P Källander
18. 1967–1969 Överste Lindström
19. 1969–1970 Major Bertil Frösell
20. 1970–1977 Kommendörkapten Ragnar Larsson
21. 1977–1980 Kommendörkapten Edward af Sandeberg
22. 1980–1989 Kommendörkapten Måns Hermelin
23. 1990–1991 Överste Carl-Gustaf Siggebo
24. 1991–1999 Överstelöjtnant Lars Rundgren
25. 1999–2002 Kommendörkapten  Bernt Hagberg
26. 2003–2015 Kapten Sven Öberg
27. 2015–2017 Kapten Lars Ekstedt
28. 2017–2019 Kapten Jan Ulinder
29. 2019–2020 Hr Claes Boltenstern
30. 2021– Kapten Jan Ulinder

## Sällskapets lokaler
Militärsällskapet har haft sina lokaler på 20 olika adresser inom ett begränsat område i centrala Stockholm.
1. 1852-01—1853-11 Drottninggatan 1
2. 1853-12—1854-04 Regeringsgatan 6
3. 1854-05—1854-06 Drottninggatan 16
4. 1854-10—1858-03 Drottninggatan 48
5. 1858-04—1858-09 Gustavianska Operahuset
6. 1858-10—1859-09 Arsenalsgatan 5
7. 1859-10—1862-09 Drottninggatan 21
8. 1862-10—1877-09 Brunkebergs Hotell
9. 1877-10—1881-09 Fredsgatan 13
10. 1881-10—1888-09 Arsenalsgatan 1
11. 1888-10—1892-09 Arsenalsgatan—Jakobs torg
12. 1892-10—1918-03 Norrmalmstorg 2—Hamngatan
13. 1918-04—1920-03 Biblioteksgatan 29
14. 1920-04—1922-09 Birger Jarlsgatan—Hamngatan
15. 1922-10—1927-09 Blasieholmen 4A
16. 1927-10—1928-08 Biblioteksgatan 32—Humlegårdsgatan 25
17. 1928-09—1970-00 Linnégatan 5 (Fastigheten ägdes av Militärsällskapet fram till 1946)
18. 1970-00—2003-06 Kommendörsgatan 9
19. 2003-07—2006-09 Långa raden
20. 2006-10—20XX-00 Valhallavägen 104